# 12766 Paschen
För andra betydelser, se Paschen.
12766 Paschen eller 1993 VV4 är en asteroid i huvudbältet som upptäcktes den 9 november 1993 av den belgiske astronomen Eric W. Elst vid La Silla-observatoriet. Den är uppkallad efter den tyske fysikern Friedrich Paschen.
Asteroiden har en diameter på ungefär 10 kilometer.